# Kniphofia ritualis
Kniphofia ritualis är en grästrädsväxtart som beskrevs av Leslie Edward Wastell Codd. Kniphofia ritualis ingår i Fackelliljesläktet som ingår i familjen grästrädsväxter. Inga underarter finns listade i Catalogue of Life.